# تورغوندی
سیاه تپه با نام پشتو تورغندی یا قراتیپه یک منطقهٔ مسکونی در افغانستان است که در ولسوالی کشک واقع شده‌است. تورغوندی ۶۷۸ متر بالاتر از سطح دریا واقع شده‌است.

## نام
در زمان امان‌الله‌شاه یکی از افراد او به نام وزیر محمدگل مهمند نایب‌الحکومهٔ ولایت بلخ بزرگ شد. وی سیاست پشتون‌سازی را در این ولایت پیشه کرد و نام بسیاری از مناطق ولایت بلخ را تغییر داد. محمدگل مهمند نام این شهر را از قراتیپه که نام تاریخی آن بود به تورغوندی که یک نام پشتو است، تغییر داد.